# Sauanne Bispo
Sauanne Bispo (Bahia, 26 de dezembro de 1986) é uma empresária brasileira, estatística e colunista, conhecida por seu trabalho focado na realidade africana. Fundadora das agências de turismo Go Diáspora e Identity.

## Biografia
Sauanne Bispo é formada em Estatística pela Universidade Federal da Bahia, estudou Turismo na Universidade Estácio de Sá e especializou-se em empreendedorismo social pela Universidade da Pensilvânia.
Sauanne trabalhou como coordenadora de análise criminal na Secretaria de Segurança Pública de Salvador. Depois de viver um período fora do Brasil, ela deixou esse posto de coordenação para trabalhar em um navio e viajar, tendo sido assim que conheceu pela primeira vez o continente africano. Posteriormente, trabalhou como trainee em uma organização voltada para o desenvolvimento de projetos de matriz africana em Washington D.C, nos Estados Unidos da América.
Em 2014, criou a Go Diáspora, um serviço de intercâmbio para países da África, com foco em cursos de inglês na África do Sul.
Criou também a Identity, uma empresa focada no público corporativo, pensando em viagens para África e imersões virtuais com personalidades africanas.
Responsável pela área de Nova Economia e Desenvolvimento Territorial na Fundação Tide Setubal.
Foi uma das participantes da quinta edição do Shark Tank Brasil 2020, que teve a proposta de dar mais oportunidades a empreendedores que representam minorias políticas no país, como mulheres e negros, e têm desenvolvido empreendimentos relevantes.
É conselheira consultiva do Lab para Igualdade de Gênero da Aspen Network of Development Entrepreneurs (ANDE).

## Prêmio e indicações
- Finalista na categoria Empreendedora do Ano do prêmio Mulheres que Transformam criado pelo Grupo XP.[10]
- Listada na Powerlist 100 da Bantumen 2022.[1]